# HD 78175
HD 78175，又名BD+23 2048，SAO 80643、HR 3617，是一颗恒星，视星等为6.4，位于銀經204.53，銀緯39.51，其B1900.0坐标为赤經9h 1m 41.1s，赤緯+23° 39.51′ 56″。